# Cristal photonique

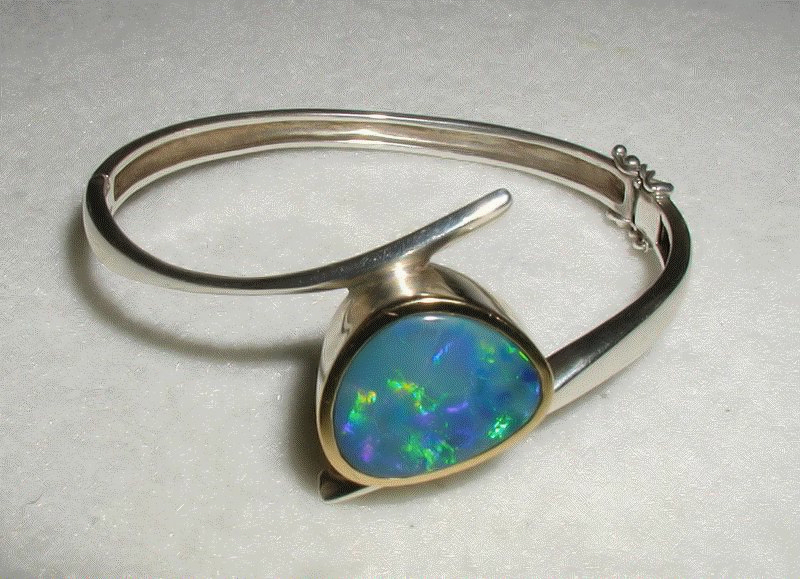
Bracelet monté d'une opale, cristal photonique naturel.

Les cristaux photoniques sont des structures périodiques de matériaux diélectriques, semi-conducteurs ou métallo-diélectriques modifiant la propagation des ondes électromagnétiques de la même manière qu'un potentiel périodique dans un cristal semi-conducteur affecte le déplacement des électrons en créant des bandes d'énergie autorisées et interdites. Les longueurs d'onde pouvant se propager dans le cristal se nomment des modes dont la représentation énergie-vecteur d'onde forme des bandes. L'absence de modes propagatifs des ondes électromagnétiques (EM) dans de telles structures, dans une plage de fréquences ou de longueurs d'onde, est alors qualifiée de bande interdite (band gap en anglais).

## Généralités

### Description

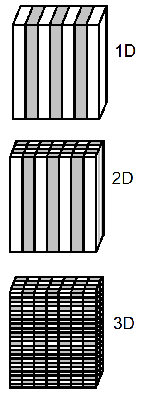
Schéma montrant le principe des arrangements pour des cristaux photoniques unidimensionnels(1D), bidimensionnels (2D) et tridimensionnels (3D). Les parties blanches ont un indice de réfraction et les parties grises un indice de réfraction.

Les cristaux photoniques sont des nano-structures périodiques diélectriques ou métallo-diélectriques qui affectent la propagation des ondes électromagnétiques. En micro-ondes ces cristaux photoniques sont parfois appelés matériaux à bande électromagnétique interdite.
Les cristaux photoniques existent sous une multitude de formes. Il existe néanmoins trois principales catégories : unidimensionnel, bidimensionnel et tridimensionnel. Ces dimensions représentent le nombre de directions dans lesquelles il y a une périodicité de la constante diélectrique.
- La forme la plus simple de cristal photonique est une structure périodique à une dimension composée d'un empilement multicouche également appelé « miroir de Bragg ». On l'assimile à un cristal photonique unidimensionnel, car les propriétés spécifiques au cristal photonique n'existent que dans une seule dimension.
- Les cristaux photoniques bidimensionnels sont principalement des plaques, c'est-à-dire que l'épaisseur est du même ordre de grandeur que la période cristallographique du cristal photonique[1]. La périodicité de ces plaques est généralement créée en « gravant » une structure de trous dans une plaque dont le matériau possède un indice de réfraction élevé. Les équations de Maxwell prévoient en effet que plus l'indice de réfraction est élevé, plus grande sera la bande interdite.

### Histoire
C'est Lord Rayleigh en 1887 qui a le premier montré que l'on pouvait ainsi produire un gap ou bande interdite, même si le terme de « cristal photonique » ne fut introduit qu'en 1987 avec de la parution de deux articles majeurs de Eli Yablonovitch et Sajeev John,. Ils y prévirent la possibilité de produire des structures à deux ou trois dimensions qui posséderaient des bandes interdites.
Avant 1987, les cristaux photoniques unidimensionnels, qui sont des structures périodiques composées d'un empilement multicouche similaires à un « miroir de Bragg », étaient principalement étudiés. Comme Lord Rayleigh l'a montré en 1887, ces structures possédaient une bande interdite unidimensionnelle, et avaient une grande réflectivité. Aujourd'hui ces structures ont de nombreuses applications, aussi bien pour des surfaces réfléchissantes, pour l'amélioration de rendement de LEDs, ou pour leurs propriétés de très grande réflectivité dans les cavités optiques de certains lasers (ex : VCSEL).
Une étude théorique détaillée de structures optiques unidimensionnelles a été réalisée par V.P. Bykov en 1972, qui a été le premier à examiner l'effet de bandes interdites sur l'émission spontanée provenant d'atomes et de molécules intégrées à la structure. Bykov fit aussi des hypothèses sur l'emploi de structures bi- ou tridimensionnelles. Ce concept de cristal photonique tridimensionnel fut ensuite examiné par Ohtaka en 1979, qui développa un protocole pour le calcul de structures de bandes. Toutefois, ses publications ne prirent de la valeur qu'à partir de la parution des articles de Yablonovitch et John. Leurs deux articles portaient sur les structures optiques périodiques à plusieurs dimensions. La motivation principale de Yablonovitch était d'appréhender la densité d'états photoniques, par analogie à la densité d'états électroniques, dans le but de contrôler l'émission spontanée de matériaux intégrés aux cristaux photoniques. John, quant à lui, voulait utiliser les cristaux photoniques pour modifier la localisation et le contrôle de la lumière.
Après 1987, le nombre de publications concernant les cristaux photoniques commença à croître exponentiellement. Cependant, à cause de la difficulté de fabrication de ces structures pour qu'elles soient effectives dans le spectre visible, les premières études étaient soit théoriques, soit dans les micro-ondes, car les cristaux pouvaient être fabriqués plus facilement à la grandeur du centimètre. En 1991, Yablonovitch conçoit le premier cristal photonique tridimensionnel possédant une bande interdite dans les micro-ondes.
En 1996, Thomas Krauss fit la première démonstration d'un cristal photonique bidimensionnel dans le spectre du visible. Cela ouvrit la voie à la fabrication de cristaux photoniques par les méthodes utilisées dans le secteur des semi-conducteurs. Aujourd'hui, ces techniques permettent d'utiliser des cristaux photoniques en plaques (en anglais photonic crystal slabs), qui consistent en des cristaux photoniques bidimensionnels gravés dans des plaques de semi-conducteurs. La réflexion totale interne enferme la lumière dans la plaque et permet d'exploiter les propriétés du cristal. Actuellement, beaucoup de recherches se font sur ces plaques de cristaux photoniques dans le but de pouvoir les utiliser dans des circuits intégrés, et ainsi améliorer le traitement du signal optique à la fois dans et entre les puces.
Alors que les précédentes techniques doivent encore se développer pour avoir des applications commerciales, les cristaux photoniques bidimensionnels sont déjà utilisés sous la forme de fibres optiques à cristaux photoniques. Ces fibres ont été développées initialement par Philip Russel en 1998, et sont conçues pour améliorer les propriétés des fibres optiques ordinaires.
L'étude de cristaux photoniques tridimensionnels progresse plus doucement à cause de la difficulté de fabrication. Il n'y a pas de technique utilisée dans les semi-conducteurs qui serait applicable pour leur élaboration. Toutefois, des essais ont été effectués pour adapter les mêmes techniques et certains ont été concluants. Par exemple, une structure en « pile de bois » a été réalisée avec une technique de couche-par-couche. Un autre axe de recherche a porté sur la construction de cristaux photoniques tridimensionnels par auto-assemblage, consistant en l'agglutination d'une solution de nano-sphères diélectriques en un cristal photonique. 

### Dans la nature
L'opale est un minéral constituée de micro-billes de silice réparties selon un arrangement plus ou moins régulier. De fait, c'est un cristal photonique naturel, même si celui-ci n'a pas de bande interdite complète (i.e. la bande interdite ne s'étend pas selon toutes les directions cristallographiques principales du matériau).
Les cristaux photoniques existent aussi chez certaines espèces animales. Par exemple le ver marin Aphrodita possède des épines qui constituent des cristaux photoniques plus efficaces que ceux fabriqués par l'homme. Les ailes du papillon Cyanophrys remus possèdent une nano-architecture complexe, et les couleurs bleu métallique sur le côté dorsal et verte pois sur le côté ventral sont attribuées à la structure type des cristaux photoniques. Elles sont composées de chitine et d'air, et leur arrangement forme une structure diélectrique périodique.

### Optique et nanotechnologies
Ces structures sont actuellement la source de nombreuses études et développements en optique dont par exemple : 
- Inhibition ou amélioration de l'émission spontanée (Effet Purcell)[13].
- Miroirs omnidirectionnels à haute réflectivité.
- Guides d'ondes à faibles pertes.
- Filtres optiques[14].
- Capteurs chimiques/biochimiques[15].
- Résonateurs optiques pour lasers à faible seuil[16].

Les cristaux photoniques permettent déjà le contrôle et la manipulation de la lumière en vue d'applications de type télécom, les cristaux à deux dimensions ayant en effet atteint le niveau de maturité nécessaire pour le développement d'applications. La fabrication industrielle de cristaux photoniques à trois dimensions est encore au stade de la recherche, mais des cristaux phononiques 3D existent déjà,.
Actuellement, ils sont utilisés commercialement dans les fibres optiques, mais aussi dans des systèmes plus complexes, comme les sources de lumières Supercontinuum.

## Théorie
La présence de bandes interdites peut être prédite par la théorie. Les bandes interdites peuvent être trouvées en calculant le diagramme de dispersion des cristaux. Plus le nombre de dimensions est grand, plus les calculs sont complexes.

### Cas d’un cristal photonique à une dimension

#### Équations de Maxwell
L’existence d’une bande interdite peut être déterminée par le calcul. Il existe plusieurs variantes à la méthode utilisée, mais il est possible d’en définir les étapes les plus importantes. Pour prédire le comportement de propagation des ondes électromagnétiques, les équations de Maxwell sont utilisées. De plus, les phénomènes qui se produisent, en incluant la propagation de la lumière dans un cristal photonique, appartiennent à l’électromagnétisme macroscopique. Et en assimilant les matériaux à des milieux continus, avec des propriétés telles que l’indice de réfraction, la permittivité, la conductivité, ou différentes susceptibilités, l’utilisation des équations de Maxwell dans la théorie macroscopique est préférée.
{\displaystyle \nabla \cdot B(r,t)=0}
{\displaystyle \nabla \cdot D(r,t)=\rho _{A}}
{\displaystyle \nabla \times E(r,t)=-{\frac {\partial B(r,t)}{\partial t}}}
{\displaystyle \nabla \times H(r,t)=j_{A}+{\frac {\partial D(r,t)}{\partial t}}}
Diverses considérations sont ensuite faites sur les propriétés des matériaux, dont notamment :
- La limitation à un milieu diélectrique, c’est-à-dire qui ne possède que des régions diélectriques homogènes, avec une structure qui ne varie pas avec le temps et libre de charges.
- Le matériau est isotrope, linéaire et non dispersif.
- La perméabilité magnétique {\displaystyle \mu {(r)}} étant très proche de l’unité pour la plupart des matériaux concernés, il est possible d’écrire {\displaystyle B=\mu _{0}H}.
- L’absence de sources de lumières dans la structure, c'est-à-dire {\displaystyle \rho _{A}=0}, {\displaystyle j_{A}=0}

Les vecteurs de champ électrique et magnétique sont décrits en nombres complexes, sous la forme d’ondes planes :
{\displaystyle E(r,t)=E(r)\cdot e^{i\omega t}}
{\displaystyle H(r,t)=H(r)\cdot e^{i\omega t}}
Ce qui permet d’obtenir après plusieurs arrangements, combinaisons et simplifications :
{\displaystyle \nabla \times \left({\frac {1}{\epsilon (r)}}\nabla \times H(r)\right)=\left({\frac {\omega }{c}}\right)^{2}H(r)}
{\displaystyle E(r)={\frac {i}{\omega \epsilon _{0}\epsilon (r)}}\nabla \times H(r)}
La première équation est l’équation maîtresse pour l’étude de diagrammes de dispersion. La deuxième permet de retrouver le vecteur champ électrique. Les deux premières équations de Maxwell n’apparaissent plus car elles sont facilement vérifiées : avec une onde plane {\displaystyle H(r)=a\cdot e^{ik\cdot r}}, il suffit d’avoir un vecteur d’onde k qui satisfasse {\displaystyle a\cdot k=0} ; et de même pour le champ électrique.
À partir d’ici, la résolution pour une structure {\displaystyle \epsilon _{r}(r)} se fait en résolvant l’équation maîtresse pour trouver les modes H(r) et leurs fréquences correspondantes, et en utilisant ensuite la deuxième équation qui permet de retrouver E(r). Il est toutefois possible de procéder de la manière inverse, c'est-à-dire trouver E(r) puis H(r), en recombinant les deux dernières équations.
L’étape suivante consiste à introduire un opérateur hermitien {\displaystyle \Theta } et à démontrer que {\displaystyle (\Theta H,H)=(H,\Theta H)}, ce qui permet de déterminer plusieurs propriétés sur les vecteurs propres H(r) : 
- Les valeurs propres sont réelles.
- Pour deux fréquences {\displaystyle \omega _{1}} et {\displaystyle \omega _{2}}, on doit obtenir {\displaystyle (H_{1},H_{2})=0}, ce qui signifie que les vecteurs propres H(r) sont orthogonaux.
- Les modes concentrent l’énergie des champs électriques dans les zones à forte constante diélectrique. La démonstration[19] est faite avec le théorème variationnel, analogue au principe variationnel en mécanique quantique.
- Simplification des résolutions par des symétries des modes électromagnétiques dans une structure diélectrique.

#### Théorème de Bloch-Floquet
Le théorème de Bloch-Floquet a été initialement posé pour trouver les solutions de l’équation de Schrödinger indépendante du temps pour un potentiel périodique donné,. Il a ensuite été appliqué dans le cas d’un cristal parfait pour décrire la conductivité des électrons, et finalement dans le cas d’un cristal photonique.
Le théorème donne la forme des fonctions propres. Pour l’obtenir, des considérations sont faites sur les opérateurs de translations, et la zone de Brillouin est introduite. Ainsi, chaque valeur du vecteur d’onde k dans la zone de Brillouin représente un état propre de {\displaystyle \Theta } ayant une fréquence {\displaystyle \omega (k)}et un vecteur propre {\displaystyle H_{k}} de la forme :
{\displaystyle H_{k}(r)=e^{ik\cdot r}u_{k}(r)}
Où {\displaystyle u_{k}(r)} est une série périodique de Fourier.
Le théorème permet de conclure que les modes électromagnétiques {\displaystyle H_{k}} peuvent être écrits comme des états de Bloch.

#### Résolution
Toutes les informations sur les modes électromagnétiques sont données par le vecteur d’onde k et la fonction périodique {\displaystyle u_{k}(r)}. En réintroduisant l’équation précédente d’un état de Bloch dans l’équation maîtresse, {\displaystyle u_{k}(r)} peut être déterminé. On définit un nouvel opérateur hermitien {\displaystyle \Theta _{k}} définit par :
{\displaystyle \Theta _{k}=(ik+\nabla )\times {\frac {1}{\epsilon _{r}(r)}}(ik+\nabla )\times }
L’équation finale à résoudre est alors:
{\displaystyle \Theta _{k}u_{k}(r)=\left({\frac {w(k)}{c}}\right)^{2}u_{k}(r)}
La résolution de cette équation s’effectue alors dans la zone de Brillouin, avec {\displaystyle -{\frac {\pi }{a}}<k<{\frac {\pi }{a}}}. Les modes d’un cristal photonique peuvent alors être décrits comme une famille de fonctions continues, {\displaystyle \omega _{n}(k)}, indexées dans un ordre de fréquence croissante par le numéro de bande n. L’information contenue dans ces fonctions est reportée sur le diagramme de dispersion du cristal photonique. Les solutions sont déterminées par de puissants outils informatiques, avec par exemple la méthode d’accroissement des ondes planes.

#### Présence de bandes interdites

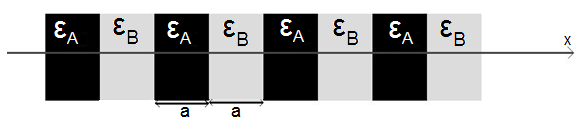
Cristal Photonique 1D avec deux indices de réfraction et et une période a.

La comparaison de deux structures, l’une avec {\displaystyle \epsilon _{A}=\epsilon _{B}}, et l’autre avec {\displaystyle \epsilon _{A}\neq \epsilon _{B}} permet d’observer la présence d’une bande interdite :

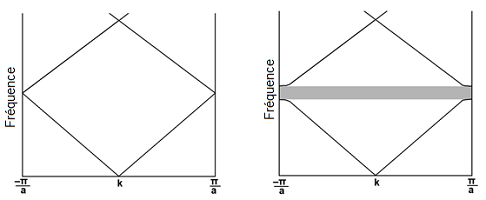
Diagrammes de dispersion pour un cristal photonique 1D avec à gauche, à droite.

À cause de la périodicité dans la zone de Brillouin, la fréquence à {\displaystyle k=-{\frac {\pi }{a}}} est la même qu’à {\displaystyle k={\frac {\pi }{a}}}.
Physiquement, l’origine de la bande interdite peut être comprise en considérant le profil électrique pour les états au-dessus et en dessous de la bande interdite. Il est aussi possible de remarquer que la bande interdite se forme vers {\displaystyle k=\pm {\frac {\pi }{a}}}. En fait, pour {\displaystyle k={\frac {\pi }{a}}}, les modes ont une longueur d’onde de 2a, ce qui signifie que ces modes ne peuvent être centrés que de deux différentes façons dans le cristal : soit dans les couches à haute permittivité électrique {\displaystyle \epsilon }, soit dans les couches à basse permittivité électrique {\displaystyle \epsilon }.

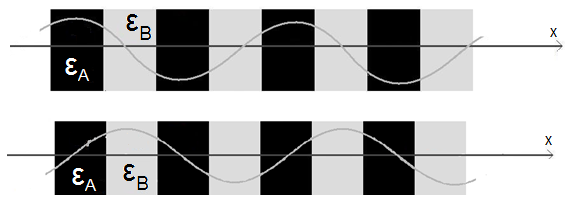
Structures de cristal photonique 1D avec. Au-dessus : Champ électrique pour le mode de la bande au-dessus de la bande interdite, centré dans les couches à basse permittivité électrique. En dessous : Champ électrique pour le mode de la bande au-dessous de la bande interdite, centré dans les couches à haute permittivité électrique.

Il y aura donc plus d’énergie pour la bande du dessous à cause des sommets qui se concentrent dans les régions à haute permittivité électrique, et moins pour la bande du dessus. De cela résulte la différence de fréquence entre les deux cas.

### Méthodes de calcul de diagrammes de dispersion
Pour fabriquer un cristal photonique, il est essentiel de définir au préalable les fréquences et la taille de la bande interdite. Pour cela, plusieurs méthodes de calcul informatisées sont utilisées :
1. La méthode de décomposition en onde plane (« Plane wave expansion method » en anglais).
2. La méthode des différences finies pour l’espace et le temps (« Finite Difference Time Domain » en anglais)
3. La méthode spectrale d’ordre N[22],[23].
4. La méthode d’approximation du « moule à madeleines » (« Muffin-tin approximation » en anglais).

Ces méthodes résolvent principalement les fréquences des cristaux photoniques pour chaque valeur de la direction de propagation donnée par le vecteur d’onde k, ou vice-versa.